# 岡山県健康の森学園支援学校
岡山県健康の森学園支援学校（おかやまけん けんこうのもりがくえんしえんがっこう）は、岡山県新見市哲多町大野にある公立特別支援学校。かつては全寮制だったが、2011年より通学生の受け入れを開始した。全寮制ではなくなったものの、現在でも大半の児童・生徒が寄宿舎に入舎している。学区は岡山県全域にまたがる。岡山県健康の森学園障害者支援施設と併設している。

## 学部
- 小学部
- 中学部
- 高等部

## 沿革
- 1991年4月 - 開校。
- 1995年4月 - 高等部を設置。
- 2011年4月 - 通学生の受け入れを開始。